# روجر كوك (منتج أسطوانات)
روجر كوك (بالإنجليزية: Roger Cook)‏ هو مغن مؤلف ومنتج أسطوانات بريطاني، ولد في 19 أغسطس 1940 في Fishponds ‏ في المملكة المتحدة.

## وصلات خارجية
- روجر كوك على موقع IMDb (الإنجليزية)
- روجر كوك على موقع ميوزك برينز (الإنجليزية)
- روجر كوك على موقع أول ميوزيك (الإنجليزية)
- روجر كوك على موقع ديسكوغز (الإنجليزية)